# Township de Kawkareik
Pour l’article homonyme, voir Kawkareik.
Le township de Kawkareik est un township du district de Kawkareik  dans l’État de Kayin, autrefois appelé État Karen en Birmanie.